# Agigea
Agigea es una comuna de Rumania dentro del Distrito de Constanța. La comuna incluye varios pueblos.
Está situada junto al Mar Negro.